# Heilbronner Neckarcup 2019
L'Heilbronner Neckarcup 2019 è stato un torneo maschile di tennis giocato sulla terra rossa. È stata la 6ª edizione del torneo, facente parte della categoria Challenger 125 nell'ambito dell'ATP Challenger Tour 2019. Si è giocato al TC Heilbronn Trappensee E.V. 1892 di Heilbronn, in Germania, dal 13 al 19 maggio 2019.

## Partecipanti

### Teste di serie
| Nazionalità | Giocatore              | Ranking* | Testa di serie |
| ----------- | ---------------------- | -------- | -------------- |
| Serbia      | Filip Krajinović       | 74       | 1              |
| Stati Uniti | Tennys Sandgren        | 89       | 2              |
| Kazakistan  | Aleksandr Bublik       | 94       | 3              |
| Rep. Ceca   | Jiří Veselý            | 100      | 4              |
| Uzbekistan  | Denis Istomin          | 103      | 5              |
| Bolivia     | Hugo Dellien           | 109      | 6              |
| Brasile     | Thiago Monteiro        | 110      | 7              |
| Germania    | Maximilian Marterer    | 112      | 8              |
| Svezia      | Elias Ymer             | 113      | 9              |
| Germania    | Yannick Maden          | 116      | 10             |
| Austria     | Dennis Novak           | 121      | 11             |
| Spagna      | Guillermo García López | 123      | 12             |
| Italia      | Stefano Travaglia      | 124      | 13             |
| Canada      | Peter Polansky         | 125      | 14             |
| Austria     | Sebastian Ofner        | 126      | 15             |
| Germania    | Matthias Bachinger     | 130      | 16             |

* Ranking al 6 maggio 2019.

### Altri partecipanti
I seguenti giocatori hanno ricevuto una wild card per il tabellone principale:
- Daniel Altmaier
- Filip Krajinović
- Yannick Maden
- Cedrik-Marcel Stebe
- Elias Ymer

I seguenti giocatori sono passati dalle qualificazioni:
- Attila Balázs
- Daniel Masur

I seguentI giocatorI sono entrati in tabellone come lucky loser:
- Kevin Krawietz
- Viktor Troicki

## Campioni

### Singolare
Filip Krajinović ha sconfitto in finale  Arthur de Greef con il punteggio di 6–3, 6–1.

### Doppio
Kevin Krawitez /  Andreas Mies hanno sconfitto in finale  Andre Begemann /  Fabrice Martin con il punteggio di 6–2, 6–4.